# Priscilliano

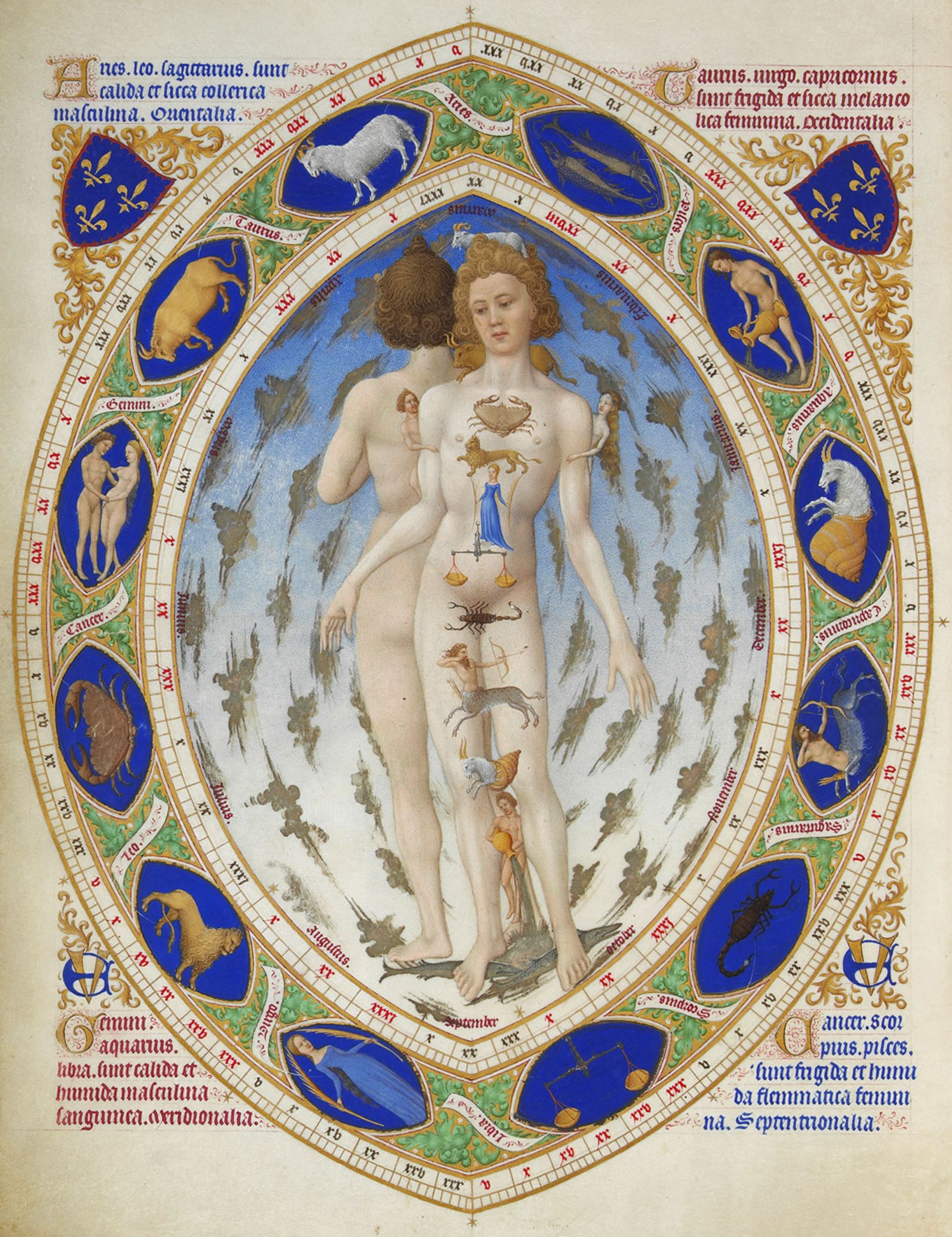
"Prisciliano insegnò che i nomi dei Patriarchi corrispondono alle parti dell'anima e, parallelamente, i segni dello Zodiaco corrispondono alle parti del corpo". Citazione di Orosio, Communitorium de errore Priscillianistarum et Origenistarum.

Priscilliano di Avila (Galizia, 340 – Treviri, 385) è stato un vescovo spagnolo, fondatore del priscillianesimo. Fu, insieme con altri compagni, il primo eretico affidato dalla Chiesa cattolica all'autorità civile e in seguito giustiziato.

## Origini e primi passi
Si crede che sia nato nell'Hispania occidentale, probabilmente nella provincia romana di Gallaecia, in una famiglia di classe senatoria. Intorno all'anno 370 viaggiò a Burdigala (Bordeaux) per formarsi con il retore Delphidius. Nei dintorni di questa città fondò una comunità di tendenza rigorista insieme al suo mentore e alla moglie di questi, Eucrocia. Gli si attribuisce una relazione con la figlia di entrambi, Procula, sebbene san Gerolamo menzioni una donna chiamata Gala come sua compagna ufficiale. Il suo principale avversario, Itacio di Ossonoba, attribuisce le sue conoscenze di astronomia e magia ad un certo Marco di Memphis, tuttavia questo nome pare rimandare ad un mago alessandrino del I secolo citato da sant'Ireneo nel suo Adversus haereses.
Verso il 379, durante il consolato di Ausonio e di Olybrio, tornò nel nord-ovest della penisola iberica e cominciò il suo periodo di predicazione. Le sue idee riscossero grande successo, specialmente tra le donne e le classi popolari, per il suo rifiuto dell'unione fra la Chiesa e l'Impero e la sua condanna della corruzione e dell'arricchimento delle gerarchie. Prima della rapida diffusione dei suoi insegnamenti, Iginio di Cordova, successore di Osio, inviò una lettera che informava della situazione Idazio (Hidacio), il vescovo della sede metropolitana di Emerita Augusta (capitale della Dioecesis Hispaniarum).

## Il conflitto
Questi due vescovi, insieme con Itacio di Ossonoba, convocarono il Concilio di Caesaraugusta (oggi Saragozza) nell'anno 380 (altre fonti lo collocano alcuni anni prima, nel 378), con il fine di condannare le idee di Priscilliano. A questo sinodo intervennero due vescovi aquitani e dieci ispani, il che sembra indicare una forte e rapida espansione del movimento ascetico iniziato da Priscilliano, sebbene l'assenza dei due principali vescovi accusati di priscillianesimo, Instancio e Salviano, evitò la condanna. Gli atti dicono che il vescovo di Astorga, Simposio (padre di Dictinio, che successivamente occuperà la stessa sede), abbandonò il Concilio al secondo giorno. Questo prelato rivestirà negli anni a seguire un ruolo rilevante fra i discepoli dell'eresiarca galaico. Il vescovo Valerio, anfitrione del sinodo, raccolse la raccomandazione di papa Damaso di evitare la condanna in absentia. Poco dopo Instancio e Salviano elessero Priscilliano alla sede vacante di Abula (Avila).
In un tentativo di avvicinare le rispettive posizioni, Instancio e Salviano si recarono a Emerita Augusta (Mérida) per conferire con Idazio, ma si videro obbligati a fuggire da una turba di esaltati, arringata dal vescovo metropolitano. Si produsse allora un nutrito numero di accuse epistolari tra i priscillianisti e gli ortodossi. Bisogna tener conto che l'estensione degli insegnamenti di Priscilliano raggiunse tutti gli strati sociali, comprese molte famiglie influenti di quasi tutte le province ispaniche. Finalmente, una lettera inviata da Idazio ad Ambrogio, vescovo di Milano, città dove risiedeva la corte imperiale, lo convinse a ottenere un rescritto dell'imperatore Graziano che scomunicasse ed esiliasse dalle loro sedi Priscilliano e i suoi seguaci.

## Il viaggio
Nell'anno 382 Prisciliano decise di recarsi a Roma per difendersi, ma papa Damaso gli negò udienza, non considerandosi competente per annullare un rescritto dell'imperatore. Priscilliano si recò allora a Milano, dove approfittò dell'assenza di Graziano per convincere il suo magister officiorum ad annullare il decreto imperiale. Fece quindi ritorno in Hispania, riaffermando la situazione della setta e conseguendo che Itacio fosse accusato di perturbare la Chiesa. Il proconsole Volvenzio ordinò la detenzione del vescovo antipriscillianista e questi si vide obbligato a fuggire a Treviri, sotto la protezione del vescovo Britto.
Nell'anno 383 Magno Clemente Massimo, governatore della Britannia, attraversò le Gallie al comando di 130.000 uomini facendo fuggire Graziano, che riuscì ad assassinare in un'imboscata presso Lugdunum (Lione). Le sue legioni lo nominarono nuovo imperatore d'Occidente, ma questa nomina non era ben vista da Teodosio, imperatore d'Oriente. Questa situazione delicata fece ricercare a Magno Massimo il sostegno della Chiesa cattolica, a sua volta bisognosa di riferimenti istituzionali per affrontare i numerosi movimenti ereticali che l'assediavano (ariani, rigoristi, binioniti, patripasiani, novaziani, nicolaiti, ofiti, manichei, omunzioniti, catafrigi, borboriti o gli stessi priscillianisti).

## La condanna

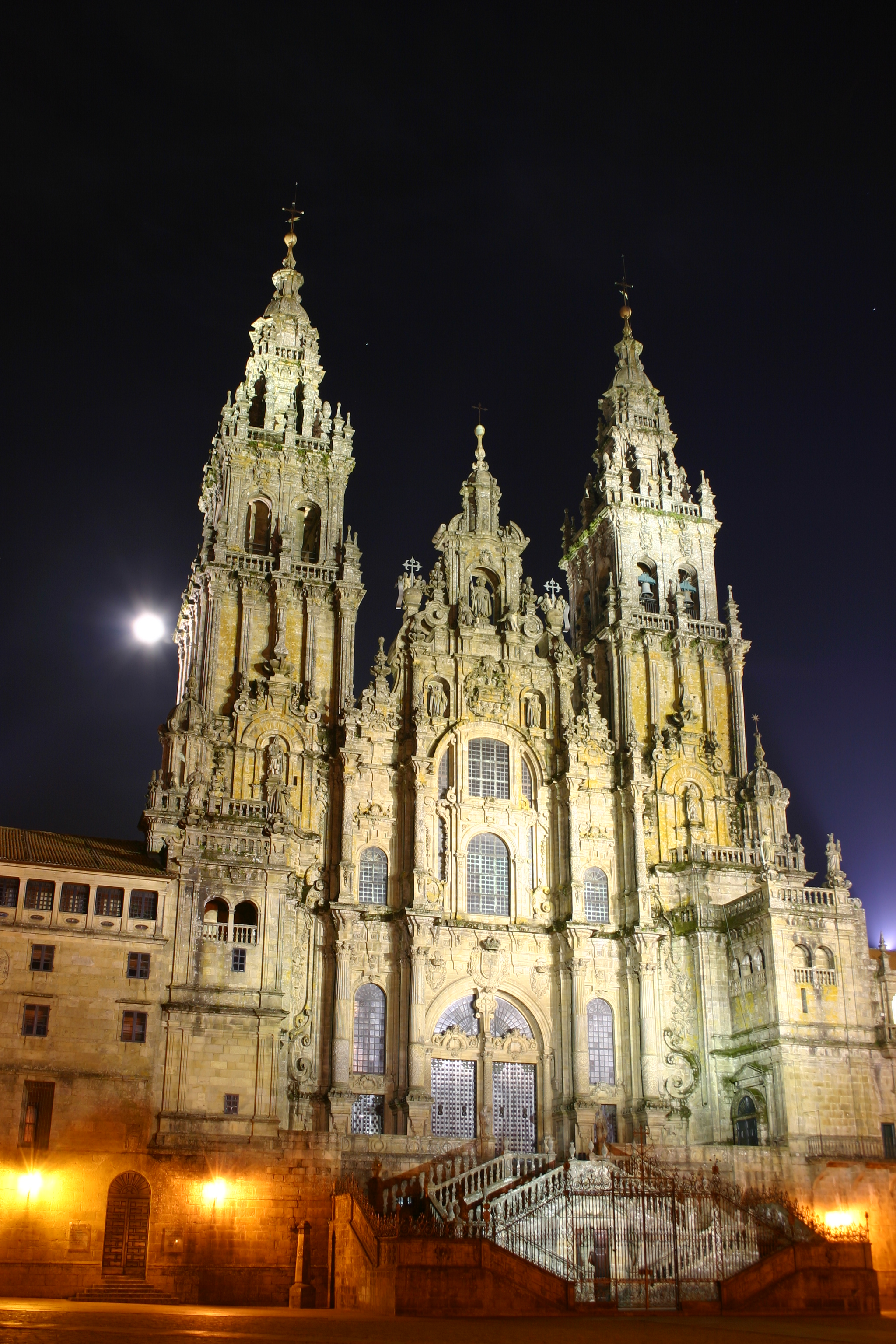
La tomba di Priscilliano potrebbe trovarsi nella Cattedrale di Santiago di Compostela

In quest'alleanza si inquadra lo sviluppo posteriore dei fatti: la Chiesa fronteggiava un movimento popolare molto diffuso per tutta la penisola iberica e gran parte delle Gallie e Massimo desiderava prestare aiuto con la condanna ufficiale del priscillianesimo. Però l'applicazione di una sentenza di eresia comportava la confisca da parte dello stato di tutti i templi della setta, il che non interessava la gerarchia ecclesiastica né serviva agli interessi dell'imperatore. Così si arrivò a definire un processo ad hoc per condannare i vescovi eretici per maleficium. Questa sentenza, più favorevole all'erario, comportava la requisizione di tutte le proprietà personali degli accusati, senza intaccare il patrimonio ecclesiastico.
Si convocò allora un nuovo concilio a Bordeaux a cui decisero di partecipare Priscilliano e parte dei suoi seguaci, ma dove si condannò di nuovo l'eresia priscillianista, ottenendosi de facto la deposizione di Instancio. Durante la celebrazione di questo sinodo una moltitudine lapidò Urbica, una discepola di Priscilliano. Questi abbandonò il concilio e si diresse verso nord, a Treviri, nella Germania Superior, dove Massimo aveva stabilito la sua corte, per convincere l'imperatore a proteggere la sua setta, senza sapere che proprio in quella città Itacio di Ossonoba aveva già ottenuto il favore imperiale.
Nell'anno 385 Priscilliano arrivò a Treviri, dove fu accusato di praticare riti magici come danze notturne, uso di erbe abortive e astrologia cabalistica. Dopo una confessione avvenuta in seguito a tortura, Priscilliano fu decapitato con i suoi seguaci Felicissimo, Armenio, Eucrocia (la vedova di Delphidius), Latroniano, Aurelio e Assarino.

## Priscilliano nella cultura contemporanea
- Luis Buñuel ricreò parte della vita di Priscilliano nel film La voie lactée (La Via Lattea), produzione franco-italiana del 1969. L'attore Jean-Claude Carrière interpreta il vescovo eretico.[8]
- Il giornalista Ramón Chao (padre del cantante Manu Chao) pubblicò nel 1999 una romanzo biografico libero: Prisciliano de Compostela, ISBN 84-322-0831-0.
- Matilde Asensi ne fa un breve racconto nel romanzo Iacobus.